# Gymnastique aux Jeux olympiques d'été de 1968
Navigation
Tokyo 1964 Munich 1972

## Résultats hommes

### Concours par équipes
| Médaille                            | Nom                                                                                            | Pays               | Points |
| ----------------------------------- | ---------------------------------------------------------------------------------------------- | ------------------ | ------ |
| Médaille d'or, Jeux olympiques      | Yukio Endō Takeshi Katō Akinori Nakayama Sawao Katō Mitsuo Tsukahara Eizo Kenmotsu             | Japon              | 575.90 |
| Médaille d'argent, Jeux olympiques  | Mikhail Voronin Sergei Diomidov Viktor Lisitsky Valery Karasev Viktor Klimenko Valery Ilyinykh | Union soviétique   | 571.10 |
| Médaille de bronze, Jeux olympiques | Siegfried Fülle Klaus Köste Matthias Brehme Gerhard Dietrich Peter Weber Günter Beier          | Allemagne de l'Est | 557.15 |

### Concours général individuel hommes
| Médaille                            | Nom              | Pays             | Points |
| ----------------------------------- | ---------------- | ---------------- | ------ |
| Médaille d'or, Jeux olympiques      | Sawao Katō       | Japon            | 115.90 |
| Médaille d'argent, Jeux olympiques  | Mikhail Voronin  | Union soviétique | 115.85 |
| Médaille de bronze, Jeux olympiques | Akinori Nakayama | Japon            | 115.65 |

### Finales par engins

#### Sol hommes
| Médaille                            | Nom              | Pays  | Points |
| ----------------------------------- | ---------------- | ----- | ------ |
| Médaille d'or, Jeux olympiques      | Sawao Katō       | Japon | 19.475 |
| Médaille d'argent, Jeux olympiques  | Akinori Nakayama | Japon | 19.400 |
| Médaille de bronze, Jeux olympiques | Takeshi Katō     | Japon | 19.275 |

#### Cheval d'arçons hommes
| Médaille                            | Nom             | Pays             | Points |
| ----------------------------------- | --------------- | ---------------- | ------ |
| Médaille d'or, Jeux olympiques      | Miroslav Cerar  | Yougoslavie      | 19.325 |
| Médaille d'argent, Jeux olympiques  | Olli Laiho      | Finlande         | 19.225 |
| Médaille de bronze, Jeux olympiques | Mikhail Voronin | Union soviétique | 19.200 |

#### Anneaux hommes
| Médaille                            | Nom              | Pays             | Points |
| ----------------------------------- | ---------------- | ---------------- | ------ |
| Médaille d'or, Jeux olympiques      | Akinori Nakayama | Japon            | 19.450 |
| Médaille d'argent, Jeux olympiques  | Mikhail Voronin  | Union soviétique | 19.325 |
| Médaille de bronze, Jeux olympiques | Sawao Katō       | Japon            | 19.225 |

#### Saut hommes
| Médaille                            | Nom             | Pays             | Points |
| ----------------------------------- | --------------- | ---------------- | ------ |
| Médaille d'or, Jeux olympiques      | Mikhail Voronin | Union soviétique | 19.000 |
| Médaille d'argent, Jeux olympiques  | Yukio Endo      | Japon            | 18.950 |
| Médaille de bronze, Jeux olympiques | Sergei Diomidov | Union soviétique | 18.925 |

#### Barres parallèles hommes
| Médaille                            | Nom              | Pays             | Points |
| ----------------------------------- | ---------------- | ---------------- | ------ |
| Médaille d'or, Jeux olympiques      | Akinori Nakayama | Japon            | 19.475 |
| Médaille d'argent, Jeux olympiques  | Mikhail Voronin  | Union soviétique | 19.425 |
| Médaille de bronze, Jeux olympiques | Viktor Klimenko  | Union soviétique | 19.225 |

#### Barre fixe hommes
| Médaille                            | Nom              | Pays             | Points |
| ----------------------------------- | ---------------- | ---------------- | ------ |
| Médaille d'or, Jeux olympiques      | Mikhail Voronin  | Union soviétique | 19.550 |
| Médaille d'or, Jeux olympiques      | Akinori Nakayama | Japon            | 19.550 |
| Médaille d'argent, Jeux olympiques  | -                | -                |        |
| Médaille de bronze, Jeux olympiques | Eizo Kenmotsu    | Japon            | 19.375 |

## Résultats femmes

### Concours général par équipes femmes
| Médaille                            | Nom                                                                                                  | Pays               | Points |
| ----------------------------------- | --- | ------------------ | ------ |
| Médaille d'or, Jeux olympiques      | Natalia Kuchinskaya Zinaida Voronina Larissa Petrik Olga Karaseva Lyudmila Turishcheva Lyubov Burda  | Union soviétique   | 382.85 |
| Médaille d'argent, Jeux olympiques  | Věra Čáslavská Mária Krajčírová Jana Kubičková Hana Lišková Bohumila Řimnáčová Miroslava Skleničková | Tchécoslovaquie    | 382.20 |
| Médaille de bronze, Jeux olympiques | Ute Starke Erika Zuchold Maritta Bauerschmidt Karin Janz Magdalena Schmidt Marianne Noack            | Allemagne de l'Est | 379.10 |

### Concours général individuel femmes
| Médaille                            | Nom                 | Pays             | Points |
| ----------------------------------- | ------------------- | ---------------- | ------ |
| Médaille d'or, Jeux olympiques      | Věra Čáslavská      | Tchécoslovaquie  | 78.25  |
| Médaille d'argent, Jeux olympiques  | Zinaida Voronina    | Union soviétique | 76.85  |
| Médaille de bronze, Jeux olympiques | Natalia Kuchinskaya | Union soviétique | 76.75  |

### Finales par engins

#### Saut femmes
| Médaille                            | Nom              | Pays               | Points |
| ----------------------------------- | ---------------- | ------------------ | ------ |
| Médaille d'or, Jeux olympiques      | Věra Čáslavská   | Tchécoslovaquie    | 19.775 |
| Médaille d'argent, Jeux olympiques  | Erika Zuchold    | Allemagne de l'Est | 19.625 |
| Médaille de bronze, Jeux olympiques | Zinaida Voronina | Union soviétique   | 19.500 |

#### Barres asymétriques femmes
| Médaille                            | Nom              | Pays               | Points |
| ----------------------------------- | ---------------- | ------------------ | ------ |
| Médaille d'or, Jeux olympiques      | Věra Čáslavská   | Tchécoslovaquie    | 19.650 |
| Médaille d'argent, Jeux olympiques  | Karin Janz       | Allemagne de l'Est | 19.500 |
| Médaille de bronze, Jeux olympiques | Zinaida Voronina | Union soviétique   | 19.425 |

#### Poutre femmes
| Médaille                            | Nom                 | Pays             | Points |
| ----------------------------------- | ------------------- | ---------------- | ------ |
| Médaille d'or, Jeux olympiques      | Natalia Kuchinskaya | Union soviétique | 19.650 |
| Médaille d'argent, Jeux olympiques  | Věra Čáslavská      | Tchécoslovaquie  | 19.575 |
| Médaille de bronze, Jeux olympiques | Larissa Petrik      | Union soviétique | 19.250 |

#### Sol femmes
| Médaille                            | Nom                 | Pays             | Points |
| ----------------------------------- | ------------------- | ---------------- | ------ |
| Médaille d'or, Jeux olympiques      | Larissa Petrik      | Union soviétique | 19.675 |
| Médaille d'or, Jeux olympiques      | Věra Čáslavská      | Tchécoslovaquie  | 19.675 |
| Médaille d'argent, Jeux olympiques  | -                   | -                |        |
| Médaille de bronze, Jeux olympiques | Natalia Kuchinskaya | Union soviétique | 19.650 |

## Tableau des médailles

### Hommes
| Rang  | Nation             | Or | Argent | Bronze | Total |
| ----- | ------------------ | -- | ------ | ------ | ----- |
| 1     | Japon              | 6  | 2      | 4      | 12    |
| 2     | Union soviétique   | 2  | 4      | 3      | 9     |
| 3     | Yougoslavie        | 1  | 0      | 0      | 1     |
| 4     | Finlande           | 0  | 1      | 0      | 1     |
| 5     | Allemagne de l'Est | 0  | 0      | 1      | 1     |
| Total | Total              | 9  | 7      | 8      | 24    |

### Femmes
| Rang  | Nation             | Or | Argent | Bronze | Total |
| ----- | ------------------ | -- | ------ | ------ | ----- |
| 1     | Tchécoslovaquie    | 4  | 2      | 0      | 6     |
| 2     | Union soviétique   | 3  | 1      | 5      | 9     |
| 3     | Allemagne de l'Est | 0  | 2      | 1      | 3     |
| Total | Total              | 7  | 5      | 6      | 18    |

### Confondu
| Rang  | Nation             | Or | Argent | Bronze | Total |
| ----- | ------------------ | -- | ------ | ------ | ----- |
| 1     | Japon              | 6  | 2      | 4      | 12    |
| 2     | Union soviétique   | 5  | 5      | 8      | 18    |
| 3     | Tchécoslovaquie    | 4  | 2      | 0      | 6     |
| 4     | Yougoslavie        | 1  | 0      | 0      | 1     |
| 5     | Allemagne de l'Est | 0  | 2      | 2      | 4     |
| 6     | Finlande           | 0  | 1      | 0      | 1     |
| Total | Total              | 16 | 12     | 14     | 42    |